# Зозуля, Сергей Николаевич
Сергей Николаевич Зозуля (7 февраля 1977) — российский футболист, выступавший на позиции нападающего. Сыграл один матч в премьер-лиге России.

## Биография
На взрослом уровне начал выступать в 18-летнем возрасте в составе «Нивы» из Славянска-на-Кубани. В 1996 году перешёл в новороссийский «Черноморец», но выступал только за дубль и в том же сезоне вернулся в Славянск. В 1998 году перешёл в «Балаково».
В 2000 присоединился к саратовскому «Соколу», в его составе стал победителем турнира первого дивизиона, принял участие в 14 матчах, в основном выходя на замену во втором тайме. В следующем сезоне сыграл только один матч в премьер-лиге — 26 мая 2001 года против «Анжи», выйдя на замену на 80-й минуте вместо Виталия Самойлова. Всего в составе «Сокола» сыграл 15 матчей в чемпионатах страны, 2 матча (2 гола) в Кубке России, а также 11 матчей (4 гола) в первенстве дублёров.
После ухода из «Сокола» выступал во втором дивизионе за «Содовик» и «Биохимик-Мордовию». Завершил профессиональную карьеру в возрасте 26 лет.
В 2010-е годы выступает за команду ветеранов новороссийского «Черноморца».